# Глобальное общество

Земля — дом человечества.

Глоба́льное о́бщество (англ. global society) — концепция человеческого общества, объединяющего в своём составе всё человечество, всех жителей Земли и общества всех стран мира (локальные общества).
Название происходит от слова «глобальный», то есть, мировой, тот, что касается земного шара. Понятие получило распространение в мировых научных кругах во второй половине XX века, когда возникла необходимость в изучении вопросов, явлений и процессов, имеющих отношение к жизнедеятельности и развитию человечества в целом.

## Исторические предпосылки
Понятие глобального общества начинает впервые широко использоваться в научных кругах XX века, в процессе осмысления такого явления как глобализация.
В последнее время в мировом научном сообществе становится все более популярной концепция глобального общества (Global society), с точки зрения которой все люди нашей планеты являются гражданами единого глобального общества, которое состоит из множества локальных обществ отдельных стран мира. Эта концепция значительно упрощает рассмотрение процессов глобализации, которые в этом случае превращаются в обычные общественные преобразования в рамках глобального общества, власть в котором время от времени пытаются захватить те или иные правители (князья мира сего).
Похожие идеи высказывались ещё в глубокой древности. Древнегреческий мыслитель Диоген например использовал такое понятие как космополит, то есть гражданин мира или гражданин космополии (общества мира). В христианском (в частности православном) учении использовались такие понятия как «род людской», «человечество», «христианский мир» и так далее. Таким образом можно утверждать, что просвещенные люди древности, особенно святые отцы, ещё в древности понимали тот простой факт, что все люди, все представители рода homo sapiens являются гражданами единого глобального общества, влияние каждого человека на социальные процессы в котором ограничено, но вместе с тем время от времени отдельные правители (князья мира сего) получают значительную власть в свои руки (римские императоры, Чингисхан, турецкие султаны, Гитлер, Сталин, американские президенты) и на основании этого пытаются поставить весь мир под свой контроль (проблемы глобализации), что иногда им почти удается.
В мировоззрении жителей Азии, например Китая, Средней Азии а также жителей Империи Чингисхана важное место занимала идея Поднебесной — всей Земли (под Небом) и человеческого общества, существующего на её просторах. Следует обратить внимание, что Империя Чингисхана являет собой одну из самых известных в мировой истории попыток централизации власти (единовластия, монархии) в глобальном обществе в руках одного лица или группы лиц. Также стоит обратить внимание, что в мировой истории похожие попытки делались с древнейших времен и до наших дней. Достаточно вспомнить политику таких государственных структур как Персидская империя, Римская империя, Священная Римская Империя, Восточная Римская (Византийская) империя, Османская империя, Российская империя, Британская империя, Германская империя, СССР, нацистская Германия, США и так далее.
«Только в наш [XX] век так называемое уничтожение расстояний, которое началось с приручения первого осла и постройки первой лодки, дошло до такой степени, что впервые открыло перед человечеством возможность слиться в единое общество», — писал Арнольд Тойнби.

## Различные трактовки понятия
Понятие глобального общества тесно связано с понятием общества. Если по мнению одних ученых глобальное общество только формируется, или сформировалось относительно недавно, то по мнению других — это общество существовало с самого возникновения человечества, просто люди либо не уделяли ему достаточного внимания, либо называли другими словами — «человечество», «род человеческий» и другим. Понятия близки по смыслу к понятию «глобальное общество» — планетарное общество, международное или мировое сообщество, «глобальная деревня».

## Жизнь в современном глобальном обществе
С точки зрения глобального общества нет ничего загадочного в процессах глобализации. Они представляют собой обычные общественные процессы (общественные преобразования) в глобальном обществе и им можно найти определенные аналогии в обществах локальных (отдельных стран).

## Локальные общества
В составе глобального общества во все времена существовали общества локальные, общества отдельных стран, государств и регионов мира. Таким образом глобальное общество также имеет региональную структуру, как и общество любой отдельной страны мира.

## Глобальное хозяйство
Глобальное хозяйство (Глобальная экономика) — с точки зрения глобального общества это его сфера хозяйственной деятельности, его хозяйственная система.

## История идеи глобального общества
Впервые идеи рассматривать всех жителей нашего мира (нашей планеты) как единое общество появляются ещё во времена Древности. В частности, древний мыслитель Диоген принимает такое понятие, как космополит, то есть гражданин мира, гражданин космополии (общества мира). В христианстве, в частности в православии, в различных философских учениях на их основе, ещё во времена раннего средневековья (в частности Киевской Руси) используются такие понятия как человечество, род человеческий, мир христианский, град Божий и так далее, которые по сути являются осмыслением жизни человечества и глобального общества того времени с христианской точки зрения. В других вероучениях того времени, в частности в иудаизме, мусульманстве, китайской философии, буддизме, индуизме и др. можно встретить похожие идеи.
Новые формы описания глобального общества появляются в Европе в эпоху Нового Времени в рамках гуманизмa. По сути в те времена разрабатываются такие идеи гуманизма, важные для современного глобального общества, как идеи человечества, человеческого блага и общечеловеческих ценностей.
В XVIII—XIX веках тоже появляются определенные наработки в области исследования глобальных общественных процессов и жизни человечества. В частности следует упомянуть теорию вечного мира в Европе и труд Канта «К вечному миру», в которой он продолжает античные идеи космополитизма и мирного сосуществования людей во всем мире. Следует обратить внимание, что идея вечного мира была довольно популярной в названную эпоху и по сути представляла собой идею близкую к идее глобального общества в современном мире. Этой идеей интересовались как мыслители тогдашней Европы так и России (Руси). В частности Ж. Ж. Руссо, перевод трудов которого осуществлялся Ипполитом Богдановичем. См. статью Вечный мир (философия)

## Зарождение и развитие идей глобального общества в рамках основных мировых вероучений
Люди, знакомые с основными мировыми вероучениями (религиями) и понятием глобального общества, довольно легко находят аналогии в идеях, которые высказывались многими людьми в рамках этих вероучений на протяжении тысячелетий и современной идеей глобального общества. Для верующих людей Творцом человечества, а значит и глобального общества является Бог. Так в христианстве, мусульманстве, иудаизме и буддизме большое внимание уделяется человечеству, общечеловеческой общности земного шара, вечным проблемам, существующим в её составе на протяжении всего её существования и оптимальным путям их решения. В древних верованиях Китая (в частности конфуцианстве) подобные вопросы осмысливаются с использованием понятия Поднебесной, жизненного пространства, в котором живут люди и одновременно — общечеловеческого общества, которое существует в рамках этого пространства. Таким образом, идеи глобального общества, осмысление жизни человечества как единого целого, единого сообщества, которое существует на нашей планете со времени появления первых людей, имеет многовековую историю, истоки которой теряются в глубине тысячелетий. В частности на землях современной Украины эти вопросы были достаточно основательно разработаны в рамках средневековой православной философии, интерес к которой в мире начал расти в последние годы, что позволяет говорить о существовании православного глобализма, глобального мировоззрения основанного на православных ценностях.

## Глобальное общество и проблемы глобализации
С самого начала возникновения человечества, в глобальном обществе вместе живут очень разные люди с разными взглядами на жизнь. В зависимости от многих факторов люди могут как принимать так и отрицать общечеловеческие ценности и идею мирного сосуществования человечества на планете. В связи с общественными проблемами, которые вызывает глобализация, существует много людей в современном мире, которые склонны считать глобализацию скорее негативным явлением чем положительным. Это своё видение глобализации они часто переносят на глобальное общество, отрицая его существование или отказываясь признавать себя полноправными членами глобального общества.

## Империи и глобальное общество

Герб СССР

История свидетельствует, что во времена общественных проблем в глобальном обществе обычно получают распространение идеи централизации власти (единовластие) в обществе, то есть идеи о том, что определенный человек или группа людей смогут решить существующие социальные проблемы, если в их руки передать всю власть в обществе. Как правило эти идеи ведут к попытке установления власти в обществе насильственным путём. История человечества полна таких попыток. В масштабах глобального общества наиболее значимые попытки централизации власти обычно приобретают форм мировых империй. В качестве примеров можно привести стародавние Китайскую, Персидскую, Римскую империи, Арабский халифат, Гуннский каганат, средневековые: Священную Римскую и Византийскую империи, Великую степную Монгольскую Империю, империи Нового Времени, и такие как Османскую, Российскую , Австро-Венгерскую, Британскую, Германскую империи. В истории XX в. некоторые исследователи рассматривают такие империи как Советскую (СССР), Германскую (Германия 1933—1945 гг) и Американскую (США). В случае общественных проблем в глобальном обществе есть все основания ожидать новых попыток создания мировых империй (централизации власти) в мире.

## Войны в мире и глобальное общество
С точки зрения концепции глобального общества все войны в мире имеют целью передел власти и сфер влияния в глобальном обществе, устранение противоречий между теми или иными локальными обществами, входящими в его состав.

## Структура глобального общества будущего
В прошлом, в глобальном обществе были периоды, когда его структуру характеризовали как преимущественно первобытно-общинную, рабовладельческую, феодальную, буржуазную и индустриальную. Относительно его будущей структуры на данный момент трудно что-то сказать, поскольку ни одному человеку не дано знать будущее. Различные исследователи предлагают разное видение структуры глобального общества будущего, в частности глобальное информационное общество, глобальное гражданское общество, глобальная монархия (диктатура), союз отдельных государств мира и проч. Для современных жителей глобального общества, равно как и для их предков, продолжают оставаться важными вопросы сохранения мира, порядка, благосостояния, а также местных обычаев, собственного языка и веры в условиях быстрых изменений.